# 단양도서관
단양도서관(丹陽圖書館)은 대한민국 충청북도 단양군 단양읍 상진리 소재의 도서관이다.

## 연혁
- 1972년 5월 26일 단양도서관 설치 조례 제정
- 1986년 12월 9일 단양도서관 설치 조례 개정
- 1987년 8월 18일 단양군도서관 개관
- 1991년 3월 29일 단양도서관으로 명칭 변경
- 2000년 12월 1일 충청북도 단양평생학습관 지정(5년)
- 2003년 11월 1일 디지털자료실 설치
- 2008년 1월 1일 충청북도 단양평생학습관 지정(3년)
- 2011년 1월 1일 충청북도 단양평생학습관 지정(3년)
- 2012년 1월 16일 개관시간 연장

## 이용 안내
이용 시간
- 종합자료실 09:00 ~ 22:00
- 디지털자료실 09:00 ~ 22:00
- 자유열람실 08:00 ~ 22:00

휴관일
- 정기 휴관일 : 매월 1,3주 월요일
- 법정 공휴일 : 일요일을 제외한 관공서 공휴일 (일요일과 중복 시 휴관. 2014년부터는 대체공휴일도 휴관.)
- 임시 휴관일 : 기타 도서관 사정으로